# Damed Squad
Damed Squad és un trio de música de trap català format pels cantants sota el pseudònim de Mishii, Lil Moss i pel productor Enry-K. Pengen les seves cançons a la plataforma YouTube on compten amb més de 13.000 subscriptors. Mishii canta en anglès i Lil Moss en castellà i en francès. Han actuat a diverses sales de música i també el 2017 actuaren al Festival Villamanuela.